# Mina Cunard
Mina Cunard (nacida Armina Jeffries; a veces acreditada Margaret Mayburn) (Columbus, 16 de diciembre de 1894-Woodland Hills, 9 de agosto de 1978) fue una actriz estadounidense que interpretó pequeños papeles en películas entre los años 1910 y 1950. Era la hermana menor de la actriz Grace Cunard.

## Biografía
Cunard nació en Columbus, Ohio, hija de Washington Jeffries y Lola Longshore. Tenía un hermanastro llamado Quincy, fruto del primer matrimonio de su madre, y una hermana llamada Grace. Después de que Grace entrara en la industria cinematográfica, Mina siguió su ejemplo; las dos trabajaron juntas a menudo, aunque Grace se convirtió en una actriz más conocida.
A principios de la década de 1920, Mina desapareció de la gran pantalla, apareciendo solo en escena con su esposo, el actor y locutor de radio Harry Seymour, con quien tuvo un hijo. Volvió a actuar en el cine en la década de 1940.

## Filmografía seleccionada
- 1957 Jeanne Eagels
- 1955 Good Morning, Miss Dove
- 1955 How to Be Very, Very Popular (sin acreditar)
- 1954 Prince Valiant (sin acreditar)
- 1944 The Conspirators
- 1943 Good Luck, Mr. Yates
- 1919 A Beach Nut (cortometraje)
- 1918 The Bathhouse Scandal (cortometraje)
- 1916 The Black Sheep of the Family
- 1916/III Hired and Fired (cortometraje)
- 1916 Is Any Girl Safe?
- 1916 What Love Can Do
- 1916 The League of the Future (cortometraje)
- 1915 Lord John's Journal
- 1915 Graft (como Margaret Mayburn)
- 1915 The Broken Coin
- 1915 Little Mr. Fixer (cortometraje)